# Anfímaco (hijo de Nomión)
En la mitología griega, Anfímaco era un general de los carios que participó en la guerra de Troya defendiendo de los aqueos la ciudad. Era hijo de Nomión y hermano de Nastes. Acudió a la guerra ostentosamente adornado con joyas y oro, lo que le fue nefasto cuando Aquiles lo arrojó al río Escamandro, en el que se ahogó. 
Antes de partir hacia Troya Anfímaco había consultado al adivino Mopso, que le había desaconsejado participar, y a Calcante, que le había animado a hacerlo. Tal fue la aflicción que sintió el último cuando se enteró de la muerte de Anfímaco que terminó ahorcándose. 
Conón presenta a Anfímaco como rey de los licios.